# Universi Dominici Gregis
Universi Dominici Gregis és una constitució apostòlica de l’Església Catòlica, promulgada pel papa Joan Pau II el 22 de febrer de 1996. Regula el període de seu vacant i el procediment d'elecció del nou papa. El títol prové de l'inici del text, on es defineix el papa com a pastor de tot el ramat del Senyor.
La constitució estableix que els cardenals electors s’allotgin a la Domus Sanctae Marthae durant el conclave, amb l'objectiu de garantir condicions més còmodes que en ocasions anteriors. L'elecció del nou pontífex requereix una majoria de dos terços dels vots. Cada dia es realitzen quatre votacions, dues al matí i dues a la tarda, excepte el primer dia, en què només se’n fa una. Inicialment, si després de trenta-quatre votacions no hi havia resultat, es podia optar per una majoria absoluta; tanmateix, aquesta possibilitat fou posteriorment eliminada. Es manté l'obligació de màxima confidencialitat durant tot el procés, i qualsevol incompliment pot comportar l’excomunió.
Només poden participar en el conclave els cardenals que no hagin complert vuitanta anys el dia anterior a la mort o renúncia del papa. La constitució també prohibeix els antics mètodes d'elecció per compromís o per acclamació, obligant a seguir únicament el procediment de votació secreta.
El 2007, el papa Benet XVI modificà la normativa amb el motu proprio De aliquibus mutationibus in normis de electione romani pontificis, reforçant l’exigència de la majoria de dos terços en totes les circumstàncies i introduint un sistema de votació restringida als dos candidats més votats després de trenta-quatre escrutinis fallits. El 2013, a través del motu proprio Normas Nonnullas, permeté avançar l’inici del conclave si tots els cardenals electors ja són presents a Roma, i introduí altres ajustos de caràcter cerimonial.